# Березинський Юрій-Мирослав
Мирослав Юрій Березинський (псевдо: «Зюк»; 1 лютого 1912, с. Княже, нині Золочівський район, Львівська область — 30 листопада 1932, м. Городок, нині Львівська область) — діяч ОУН, який убив комісара польської поліції у Львові Е. Чеховського. Рідний брат дружини Романа Шухевича Наталії Березинської.

## Життєпис
Мирослав Юрій Березинський народився 1 лютого 1912 в с. Княже (тоді Золочівський повіт, Королівство Галичини і Володимирії, нині Львівської області, Україна) в родині священика Романа Березинського.

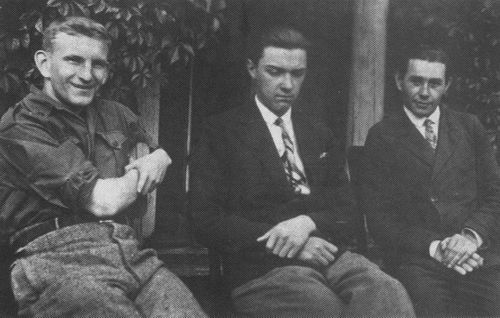
Роман Шухевич, Юрій Березинський і невідомий на Волині. 1930 рік

Навчався у Львівському університеті. Активний член УВО і ОУН, учасник бойової групи «Богданівка».

### Убивство комісара Е. Чеховського
22 березня 1932 Мирослав Юрій Березинський здійснив замах на начальника українського відділу слідчої поліції у Львові Еміліана Чеховського. Цей атентат став одним із найгучніших політичних убивств, вчинених підпільниками ОУН в 1930-ті роки. Чеховський був відомий тим, що активно займався розробкою українського підпілля, керував слідством у всіх важливих справах спійманих членів ОУН, за що і був засуджений підпіллям до страти. Підпільники знали, що Чеховський походив з українського роду, але став активно допомагати полякам боротися проти українського визвольного руху. Тому керівництво ОУН ухвалило рішення покарати його за антиукраїнську роботу, а заодно перетворити теракт на публічну акцію, продемонструвати всьому суспільству, що підпілля діє і бореться.
У квітні 1932 був заарештований польською поліцією за підозрою у приналежності до УВО, однак невдовзі його звільнили за браком доказів.

### Напад на пошту в Городку

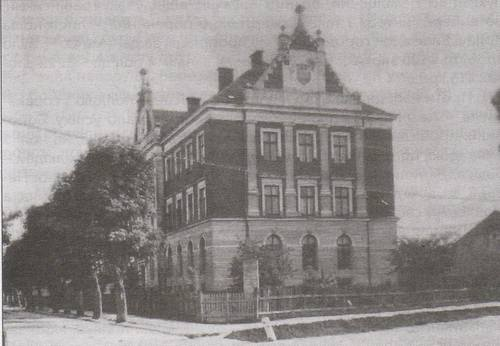
Пошта в Городку

Некролог у газеті «Сурма» на смерть Юрія Березинського та товаришів

Пам'ятник загиблим і страченим учасникам нападу на пошту в Городку : Юрію Березинському, Володимиру Старику, Василю Біласу і Дмитру Данилишину

Пам'ятник на могилі Юрія Березинського, Володимира Старика та інших загиблих націоналістів у Городку

30 листопада 1932 Юрій Березинський керував нападом боївки ОУН на польську пошту в місті Городку.
26 листопада у Львові відбулась нарада за участю крайового провідника ОУН Богдана Кордюка, а також Романа Шухевича і Миколи Лебедя. Під час наради для участі у нападі було обрано 12 бойовиків ОУН із різних місцевостей: Юрій Березинський — керівник групи, а також Дмитро Данилишин, Василь Білас, Маріян Жураківський, Петро Максимців, Степан Долинський, Степан Куспісь, Степан Мащак, Володимир Старик, Григорій Файда, Степан Цап та Григорій Купецький.
У середу 30 листопада бойовики рівно о 16:55 із двох різних боків вулиці наблизилися до будинку пошти та увійшли до неї, надягнувши на обличчя маски. Нападники розбилися на чотири групи: одні увійшли до приміщення пошти, другі мали на меті виключно касу, третя група блокувала телефонні апарати, четверта залишилася в коридорі для прикриття.
Але напад склався невдало. Несподіванкою для бойовиків стало те, що всі поштові службовці, колишні вояки легіону Пілсудського, всупереч інструкціям мали при собі револьвери. Щойно бойовики зайшли до залу і запропонували всім підняти руки догори, на них посипалися постріли, а двері каси замкнулися. За іншими даними, першим стріляти почав саме Юрій Березинський, який контролював п'ять працівників пошти. Не витрачаючи часу, Дмитро Данилишин вистрілив кілька разів у двері каси, вибив вікно, через яке видавалися гроші, а Василь Білас через це вікно проник до каси і забрав гроші. Після цього Білас і Данилишин негайно вибігли з будинку, давши умовлений знак бойовикам, що слід відступати.
Але й тут усе склалося не так, як очікувалося. Коли бойовики вибігали з пошти, в них почали стріляти з будинків, розташованих біля поштового будинку. Тому довелося відбиватися й на вулиці.
Березинський отримав дуже серйозне поранення під час перестрілки і впав, щойно вибігши на вулицю. Застрелився, щоб не потрапити живим у руки влади.
Похований на цвинтарі м. Городок.

## У культурі
У художньому фільмі «Незламні» (2019 р.) Юрія Березинського зіграв Ростислав Колачник.  [Архівовано 25 травня 2019 у Wayback Machine.]